# Mieszacz
Mieszacz – układ elektroniczny służący do wytworzenia z dwóch wejściowych sygnałów zmiennych trzeciego sygnału zmiennego o częstotliwości będącej kombinacją częstotliwości sygnałów wejściowych.
Jeżeli {\displaystyle f_{1}} to częstotliwość pierwszego sygnału wejściowego, {\displaystyle f_{2}} to częstotliwość drugiego sygnału wejściowego, to częstotliwości sygnału wyjściowego można zapisać wzorem ogólnym: {\displaystyle n\cdot f_{1}+m\cdot f_{2},} gdzie {\displaystyle n} i {\displaystyle m} to dowolne liczby całkowite (również ujemne). W praktyce wykorzystuje się tylko dwie podstawowe częstotliwości, czyli {\displaystyle |f_{1}-f_{2}|} lub {\displaystyle f_{1}+f_{2},} gdyż pozostałe składowe na wyjściu mieszacza mają już znacznie niższą amplitudę. W celu wydzielenia żądanego sygnału na wyjściu mieszacza zawsze stosuje się filtr pasmowy.
Do przeprowadzenia mieszania dwóch częstotliwości potrzebny jest element nieliniowy – np. dioda, tranzystor, lampa próżniowa lub inny specjalny układ. Mieszanie może zachodzić na drodze sumacyjnej (na wejście elementu podana jest suma obu sygnałów) lub iloczynowej (oba sygnały są podawane na oddzielnie wejścia analogowego układu mnożącego), mówimy wówczas odpowiednio o mieszaczach sumacyjnych lub iloczynowych. Gdy konstrukcja mieszacza jest taka, że na jego wyjściu brak jest sygnału wejściowego {\displaystyle f_{1}} lub {\displaystyle f_{2},} to taki mieszacz nazywa się mieszaczem zrównoważonym (jeśli na wyjściu brak jest obu sygnałów wejściowych {\displaystyle f_{1}} i {\displaystyle f_{2},} jest to mieszacz podwójnie zrównoważony).
Mieszacz z mnożeniem zespolonym zawiera dwa mieszacze, które dostają sygnały przesunięte w fazie, dzięki temu na wyjściu uzyskuje się np. tylko różnicę częstotliwości wejściowych: jeden z mieszaczy daje {\displaystyle \sin(\omega _{1}\cdot t)\cdot \cos(\omega _{2}\cdot t),} drugi {\displaystyle \cos(\omega _{1}\cdot t)\cdot \sin(\omega _{2}\cdot t),} i różnica jest {\displaystyle \sin((\omega _{1}-\omega _{2})\cdot t)} – nie ma częstotliwości lustrzanej. Zastosowany przez Weavera w układach modulacji jednowstęgowej (SSB).
Mieszacze znalazły szerokie zastosowanie w radiotechnice – pojawiły się w powszechnym użyciu pod koniec lat 20. XX wieku i są powszechnie wykorzystywane do dzisiaj, gdyż są podstawą odbioru superheterodynowego stosowanego niemalże we wszystkich odbiornikach fal radiowych. Jest to możliwe, gdyż przy mieszaniu sygnału o pewnej szerokości pasma (np. sygnału zmodulowanego AM) z sygnałem o stałej częstotliwości (sinusoidalnym) zostaje zachowane pasmo sygnału wejściowego, tylko przeniesione w inne miejsce na osi częstotliwości (zachowane zostają szerokości, kształt, czy stosunki amplitud wstęg bocznych).